# Bramdrupdam Trinbræt
Bramdrupdam Trinbræt var et trinbræt på Troldhede-Kolding-Vejen Jernbane (1917-68). Det lå for enden af Damstien i Bramdrupdam, som nu er en bydel i Kolding. Trinbrættet havde et rødbrunt venteskur af træ – og en kiosk, hvilket var usædvanligt for et trinbræt. Det lå ved den gamle dam, bag det nu nedrevne mejeri. 
Øst for trinbrættet gik banen gennem 3 viadukter under hovedvejen Kolding-Vejle, en gangsti og Kolding-Egtved Jernbane, der havde station i Bramdrupdam, men blev nedlagt allerede i 1930.